# Ballou Tabla
Ballou Jean-Yves Tabla (Abiyán, Costa de Marfil, 31 de marzo de 1999) es un futbolista canadiense que juega en la posición de delantero en el Atlético Ottawa de la Canadian Premier League. Además es internacional absoluto con la selección de fútbol de Canadá.

## Trayectoria
Entró en la academia del Montréal Impact en 2012. En diciembre de 2013 dejó esa academia para jugar con el Panellinios. En abril de 2015 volvió al Montréal Impact para jugar con los sub-18.
Debutó como profesional el 9 de abril de 2016 con el Montréal (equipo reserva del Montréal Impact). Se entrenó con el primer equipo donde coincidió con Didier Drogba.
El 25 de enero de 2018 fichó por el F. C. Barcelona “B”. El 31 de enero de 2019 fue cedido hasta final de temporada la Albacete Balompié. En agosto del mismo año regresó al Montréal Impact como cedido hasta final de año. El 15 de enero de 2020 el conjunto canadiense adquirió al jugador en propiedad. Allí estuvo hasta finalizar el año 2021, y antes de empezar la siguiente campaña firmó con el Atlético Ottawa.
En enero de 2023 volvió al fútbol europeo después de fichar por el Manisa F. K. turco. A los doce meses regresó al Atlético Ottawa con el que se comprometió por tres años.

## Selección nacional
Ha sido internacional sub-15, sub-17, sub-18, sub-20 y absoluto con la selección de fútbol de Canadá.

## Clubes
| Club                       | País    | Año       | Partidos | Goles |
| -------------------------- | ------- | --------- | -------- | ----- |
| F. C. Montréal             | Canadá  | 2016      | 21       | 5     |
| Montréal Impact            | Canadá  | 2017      | 24       | 3     |
| F. C. Barcelona "B"        | España  | 2018-2020 | 30       | 3     |
| Albacete Balompié (cedido) | España  | 2019      | 2        | 0     |
| Montréal Impact (cedido)   | Canadá  | 2019      | 4        | 0     |
| C. F. Montréal             | Canadá  | 2020-2021 |          |       |
| Atlético Ottawa            | Canadá  | 2022-2023 |          |       |
| Manisa F. K.               | Turquía | 2023-2024 |          |       |
| Atlético Ottawa            | Canadá  | 2024-     |          |       |

## Vida personal
Nació en Costa de Marfil pero a temprana edad su familia inmigró a Canadá.